# Ghiacciaio Bartley
Il ghiacciaio Bartley è un ghiacciaio lungo circa 10 km situato nella regione centro-occidentale della Dipendenza di Ross, in Antartide. Il ghiacciaio, il cui punto più alto si trova a circa 1600 m s.l.m., si trova in particolare nella zona orientale della dorsale Asgard, tra il ghiacciaio Meserve, a est, e il ghiacciaio Conrow, a ovest, dove fluisce verso nord-ovest partendo da un nevaio a nord del cono Twickler e della cresta Morelli e scorrendo lungo il versante sud-orientale della valle di Wright, senza però arrivare sul fondo della valle ma alimentando, durante il suo scioglimento estivo, il fiume Onyx, situato sul fondo di questa.

## Storia
Il ghiacciaio Bartley è stato mappato dalla squadra occidentale della spedizione Terra Nova, condotta dal 1910 al 1913 e comandata dal capitano Robert Falcon Scott, ma è stato così battezzato solo in seguito dal Comitato consultivo dei nomi antartici in onore di Ollie B. Bartley, un autista di camion della marina militare statunitense che, il 14 gennaio 1957, rimase ucciso quando il veicolo che stava guidando, un M29 Weasel, sprofondò nella banchisa presso punta Hut.